# Drassodes viveki
Drassodes viveki är en spindelart som först beskrevs av Gajbe 1992.  Drassodes viveki ingår i släktet Drassodes och familjen plattbuksspindlar. Inga underarter finns listade i Catalogue of Life.